# Летере
Лѐтере (на италиански: Lettere) е община в Южна Италия, провинция Неапол, регион Кампания. Разположена е на 356 m надморска височина. Населението на общината е 6228 души (към 2010 г.).
Административен център на общината е градче Пиаца Рома (Piazza Roma).